# Adelio Colombo
Adelio Colombo (Abbiategrasso, 24 aprile 1939 – Chiavari, 28 luglio 2024) è stato un calciatore, allenatore di calcio e dirigente sportivo italiano, di ruolo attaccante.

## Carriera

### Giocatore
Ala destra cresciuta nelle giovanili dell'Inter, nel 1960 si trasferì allo Spezia in Serie C. In seguito disputò altri due campionati di Serie C con il Cesena e nella stagione 1963-1964 vinse il campionato di Serie C con la maglia del Livorno.
Nel 1964 passò al Pisa, con cui raggiunse nuovamente la Serie B vincendo il campionato di Serie C 1964-1965 e debuttando in serie cadetta l'anno successivo.
Nel 1967 passò all'Entella in Serie C e l'anno dopo alla Massese, dove vinse un altro campionato di Serie C nel 1969-1970, prima di fare ritorno all'Entella ora in Serie C.

### Allenatore e dirigente
Allenò l'Entella, sua ex squadra, quattro volte: nel 1974-75 e 1975-76 come allenatore-giocatore (5º posto in Serie D e poi esonerato), nel 1992-93 (subentrato e 13º in Eccellenza), nel 1996-97 e 1997-98 (1º in Eccellenza e poi esonerato) e nel 2003-04 (esonerato).
Già Responsabile del Settore Giovanile del Santa Maria del Taro, club militante in Promozione ligure, a partire dalla stagione 2012-2013 fu affiancato da Costanzo Celestini allenando gli Esordienti A (2000).
Residente a Chiavari da diversi anni, morì in spiaggia per un malore il 28 luglio 2024 all'età di 85 anni.

## Palmarès

### Giocatore

#### Competizioni nazionali
- Serie C: 2

Pisa: 1964-1965
Massese: 1969-1970

### Allenatore

#### Competizioni regionali
- Eccellenza: 1

Entella: 1996-1997